# Tughall
Tughall – przysiółek w Anglii, w Northumberland, w dystrykcie (unitary authority) Northumberland, w civil parish Beadnell. Leży 12.6 km od miasta Alnwick, 61.7 km od miasta Newcastle upon Tyne i 458.8 km od Londynu. W 1951 roku civil parish liczyła 49 mieszkańców.